# Labranzagrande (ort)
Labranzagrande är en ort i Colombia.   Den ligger i departementet Boyacá, i den centrala delen av landet, 200 km nordost om huvudstaden Bogotá. Labranzagrande ligger 1 128 meter över havet och antalet invånare är 902.
Terrängen runt Labranzagrande är bergig åt nordväst, men åt sydost är den kuperad. Labranzagrande ligger nere i en dal. Runt Labranzagrande är det glesbefolkat, med 9 invånare per kvadratkilometer. Labranzagrande är det största samhället i trakten. Omgivningarna runt Labranzagrande är en mosaik av jordbruksmark och naturlig växtlighet.